# Râul Sodomeni
Râul Sodomeni este un curs de apă, cu o lungime de 9 km si un bazin hidrografic de 21km2, afluent al râului Siret. Râul Sodomeni izvorăște dintr-o zonă împădurită, străbate localitatea cu acelasi nume , după care traversează partea de sud a munincipiului Pașcani, vărsându-se in Siret lângă triaj.